# 兵庫県道462号仁井黒谷線
兵庫県道462号仁井黒谷線（ひょうごけんどう462ごう にいくろだにせん）は、兵庫県淡路市を通る一般県道である。

## 概要
淡路市仁井から淡路市黒谷に至る。全体的に道幅が狭く、起終点付近に「最大幅」2.2mの標識がある。

### 路線データ
- 起点：淡路市仁井（兵庫県道157号佐野仁井岩屋線交点）
- 終点：淡路市黒谷（兵庫県道123号生穂育波線交点）
- 総延長：6.874 km
- 事前通行規制区間[1]：仁井 - 斗ノ内

## 地理

### 通過する自治体
- 淡路市

### 交差する道路
| 交差する道路                | 交差する場所 | 交差する場所 |
| --------------------------- | ------------ | ------------ |
| 兵庫県道157号佐野仁井岩屋線 | 仁井         | 起点         |
| 兵庫県道123号生穂育波線     | 黒谷         | 終点         |

### 沿線
- 浅野公園